# Sharon Kovacs
Sharon Kovacs (Baarlo, 1990. április 15. –) holland énekesnő. 
A mostohaapámat hívják Kovácsnak, aki magyar... Aztán jött a zene, és gondoltam, nem lesz rossz művésznévnek, egyébként is Kovacs a hivatalos nevem azóta.

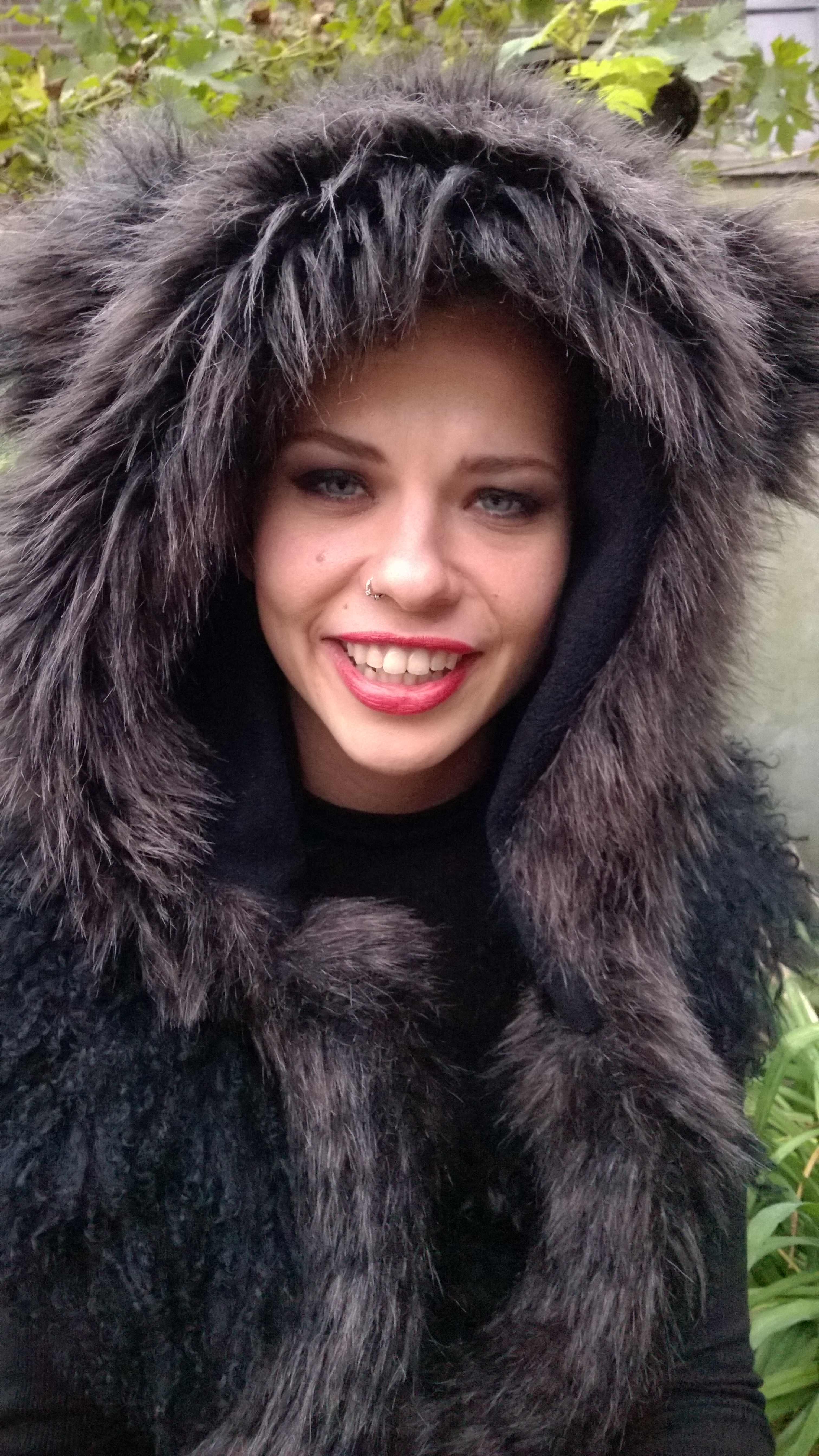

## Pályakép
Az eindhoveni Rock City Institute-on tanult énekelni. Pályája úgy indult, hogy egy közösségi oldalról elküldött egy linket egy híres holland heavy metál gitárosnak, producernek, aki belehallgatván az anyagba azt hitte, hogy Kovacs – afroamerikai énekesnő. Egy kis eindhoveni bárban indult el karrierje. Aztán megnyert különböző tehetségkutatókat.
Díjat nyert az European Border Breakers Awardson. Európai turnék jöttek ezután. Görögországban vált először igen népszerűvé. Etta James, Nina Simone, vagy Amy Winehouse jut róla a hallgató eszébe.
2016-ban fellépett a Sziget Fesztiválon.

## Lemezei

### Albumok
- Child of Sin (2013)
- Shades of Black (2015)
- Cheap Smell (2018)
- Child of Sin (2023)

### Singles
- My Love EP (2014)
- The Devil You Know (2015)
- Sugar Pill (2017)
- Cheap Smell (2018)
- Black Spider (2018)
- Its The Weekend (km.: 2018)
- Mama & Papa (2018)
- Snake Charmer (km.: Parov Stelar, 2019)
- You Again (Soundtrack Den Horizont So Nah; 2019)
- Crazy (2019) (km.: Metropole Orkest)
- Cozy (2019) (km.: Erameld)
- 2020: Mata Hari
- 2021: Tutti Frutti Tequila

## Díjak
European Border Breakers Awards: 2016